# Pál Szinyei Merse

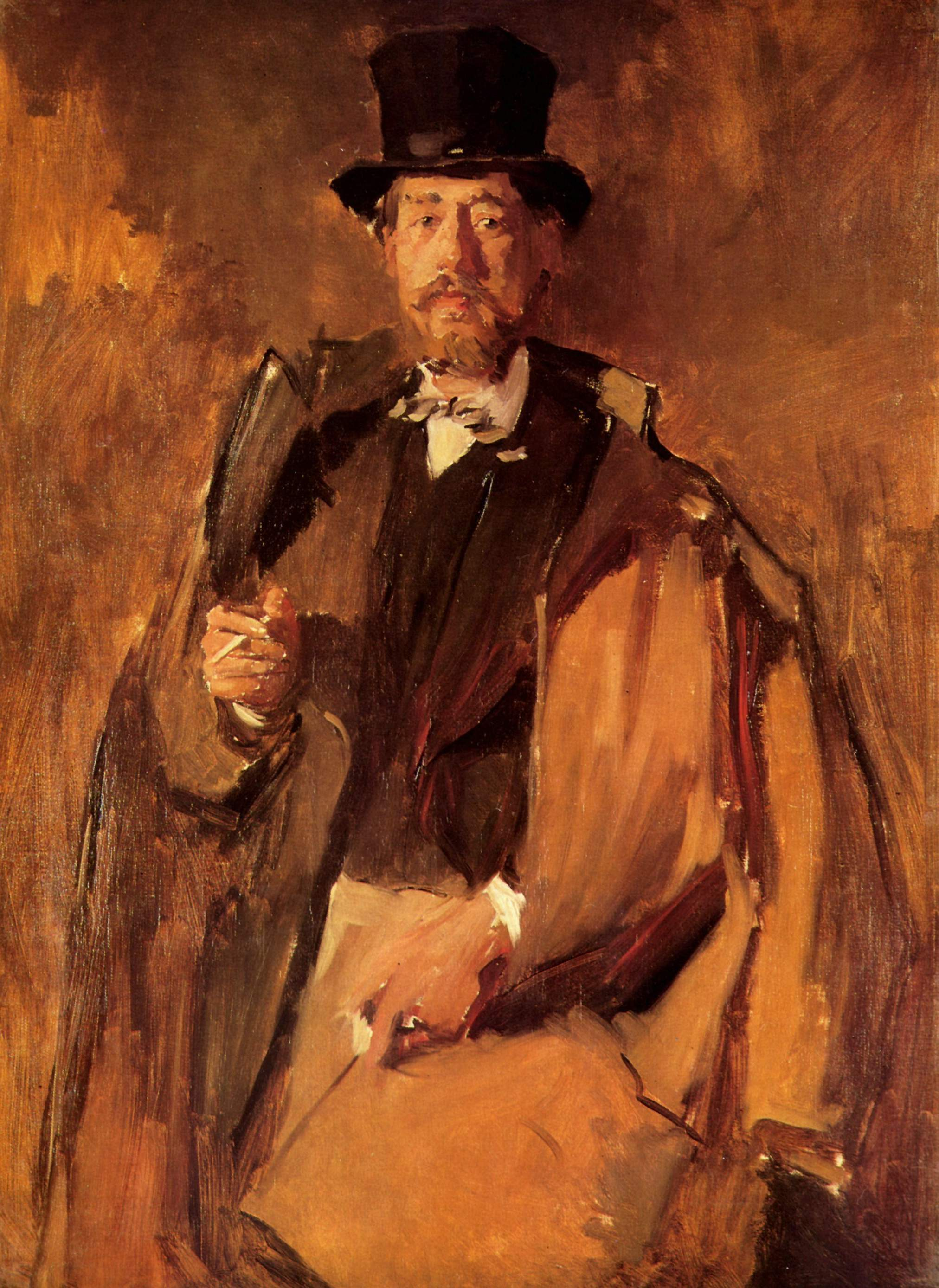
Pál Szinyei Merse, portret pędzla Wilhelma Leibla z 1869

Pál Szinyei Merse (ur. 4 lipca 1845 w Szinyeújfalu, zm. 2 lutego 1920 w Jarovnicach) – węgierski malarz, polityk.
Pal Szinyei Merse urodził się w 1845 roku we wsi Szinyeújfalu (obecnie Chminianska Nová Ves na Słowacji). W wieku 19 lat wyjechał do Budapesztu, gdzie rozpoczął studia na Akademii Sztuk Pięknych. Po zakończeniu studiów rozpoczął kolejne studia tym razem w akademii w Monachium. W stolicy Bawarii poznał i zaprzyjaźnił się m.in. z Wilhelmem Leiblem oraz Hansem Makartem.
Rozpoczynając karierę malarza stał się jednym z pierwszych malarzy, impresjonistów na Węgrzech oraz w centralnej Europie.
W 1873 roku otrzymał nagrodę wiedeńskiej wystawy światowej za pracę pt. „Łaźnia”.
Oprócz kariery malarskiej, Pal był także znanym i aktywnym politykiem. Został wybrany m.in. do parlamentu gdzie walczył o modernizację systemu szkolnictwa artystycznego.
Pál Szinyei Merse zmarł w 1920 w Jarovnicach w wieku 75 lat.